# لويس باكستر
لويس باكستر (بالإنجليزية: Lois Baxter)‏ هي ممثلة بريطانية، ولدت في 26 أبريل 1947 في Bridgwater ‏ في المملكة المتحدة.

## وصلات خارجية
- لويس باكستر على موقع IMDb (الإنجليزية)
- لويس باكستر على موقع قاعدة بيانات الفيلم (الإنجليزية)